# (9867) 1991 VM
1991 في أم (ويعرف أيضًا باسم (9867) 1991 في أم وفق تسمية الكوكب الصغير) (بالإنجليزية: 1991 VM)‏ هو كويكب ضمن حزام الكويكبات؛ وترتيبه 9867 من حيث الاكتشاف.
اكتُشف هذا الجُرم الفلكي بواسطة Akira Natori ‏ في 3 نوفمبر 1991.

## وصلات خارجية
- (9867) 1991 VM في قاعدة بيانات مختبر الدفع النفاث لأجرام النظام الشمسي الصغيرة

- الاكتشاف · مخطط المدار ·  العناصر المدارية · المعلمات المادية

- (9867) 1991 VM على موقع ويكي سكاي: DSS2, SDSS, GALEX, IRAS, Hydrogen α, X-Ray, Astrophoto, Sky Map, Articles and images